# Jonte Green
Jonte Green (Tampa, 19 luglio 1989) è un ex giocatore di football americano statunitense che ha militato nel ruolo di cornerback nella National Football League (NFL) e nella Canadian Football League (NFL). Al college ha giocato a football a New Mexico State.

## Carriera

### Detroit Lions
Il 28 aprile 2012, Green fu scelto nel corso del sesto giro del Draft NFL 2012 (196º assoluto) dai Detroit Lions. Nella settimana 7 contro i Chicago Bears mise a segno il suo primo sack in carriera. la settimana successiva contro i Seattle Seahawks fece registrare il suo primo intercetto ai danni di Russell Wilson ritornandolo per 18 yard. La sua stagione da rookie terminò con 15 presenze, 5 delle quali come titolare, con 29 tackle, 1 sack e 1 intercetto.